# Mike Thackwell
Michael Thackwell (Auckland, 30 de marzo de 1961), más conocido como Mike Thackwell, es un expiloto neozelandés de automovilismo. Corrió 5 Grandes Premios de Fórmula 1. En este campeonato mantuvo el récord de ser el piloto más joven durante 29 años, hasta que Jaime Alguersuari debutó con Toro Rosso en 2009. Además, fue campeón de Fórmula 2 Europea en 1984.

## Carrera

### Categorías inferiores
Dio sus primeros pasos a los 12 años con un kart. A los 17 años se fue a la Fórmula 3, debutando y ganando el campeonato con 5 victorias. En 1980 participó en Fórmula 2 Europea con buenos resultados, esto hizo que algunos equipos de Fórmula 1 se fijaran en él, como Arrows, Williams, Tyrrell o Renault (estos 3 últimos para darle asiento en un tercer monoplaza). Entre 1981 y 1983 se dedicó a la Fórmula 2 Europea, donde cosechó alguna victoria, pero sin ganar el campeonato. Su mejor resultado en el campeonato fue 2º con 51 puntos, por detrás de su compañero de equipo Jonathan Palmer con 68. En 1984 fue por fin el campeón liderando el 70% de las vueltas y con 9 victorias en una temporada, un récord solo superado por Bruno Giacomelli con 11 y Jochen Rindt con 12, por lo que el equipo RAM se interesó por él.

### Fórmula 1
Su primera oportunidad en Fórmula 1 vino de Arrows, cuando participó en el Gran Premio de los Países Bajos de 1980, debido a que Jochen Mass cayó enfermo el jueves. Pero Thackwell, de 19 años y sin experiencia en Fórmula 1, no pudo clasificar, quedando 27, a las puertas de lo que pudo haber sido su primera carrera largada. Sería reemplazado en Arrows por Manfred Winkelhock. Su segunda oportunidad vino del equipo Tyrrell, un equipo mejor que Arrows en esos tiempos. Le costó mucho clasificarse con su Tyrrell, que era un tercer monoplaza con 50 CV menos que el monoplaza de Tyrrell oficial. No acabó la carrera debido a un error de conducción, dañando el motor en el accidente. Mike Thackwell también se inscribió para la siguiente carrera (y última de la temporada), el Gran Premio del Este de los Estados Unidos en el circuito de Watkins Glen, pero no pudo clasificarse.
Volvió 4 años después a probar suerte de nuevo en Montreal, esta vez con RAM, donde ocupó el asiento de Jonathan Palmer. Se clasificó para la carrera, pero abandonó por problemas de turbo cuando marchaba por delante de su compañero de equipo, el francés Philippe Alliot, y del neerlandés Huub Rottengather. Tyrrell le contrató como piloto oficial ya que Stefan Bellof estaba participando en otra competencia que coincidía con la fecha del Gran Premio de Alemania, pero el Tyrrell no era turboalimentado y no pudo hacer nada en un circuito rápido como Hockenheim. Los Tyrrell quedaron a 3 segundos de los RAM y a doce segundos del McLaren de Alain Prost. Fue batido por Stefan Johansson (su compañero de equipo) por 0.050s.
En los años 1984 y 1985 fue reserva del equipo Williams con los modelos FW 09, FW 09B FW 10 Honda Goodyear solo por delante de los pilotos titulares Jacques Laffite, Nigel Mansell y Keke Rosberg en el año 1985, fue primer probador junto a Satoru Nakajima en dicho equipo Thackwell fichó por RAM, pero finalmente el equipo no participó en la temporada siguiente. También iba a ocupar asiento en el equipo Ekstrom, pero el piloto fue Mauro Baldi y el equipo no participó porque el proyecto fue abandonado.
Luego corrió en CART, Fórmula 3000 Internacional, donde fue subcampeón en el 85, resistencia, donde ganó los 1000 km de Nürburgring 1986, entre otras. Se retiró definitivamente del mundo del motor en 1988, con 27 años.
Mike Thackwell fue el único piloto que debutó en los años 80 con una edad inferior a 20 años. Actualmente vive en la costa inglesa, en el cual practica muchos deportes acuáticos, como el surf. Su récord de ser el más joven en F1 se mantuvo hasta el Gran Premio de Hungría de 2009, cuando el español Jaime Alguersuari hizo su debut. Al empezar la temporada 2020, Thackwell es el quinto piloto más joven, detrás de Max Verstappen, Lance Stroll, Alguersuari y Lando Norris.

## Resultados

### Fórmula 1
(Clave) (negrita indica pole position) (cursiva indica vuelta rápida)

| Año         | Escudería                     | 1   | 2   | 3   | 4   | 5   | 6   | 7       | 8   | 9   | 10  | 11      | 12  | 13      | 14      | 15  | 16  | Pos. | Puntos |
| ----------- | ----------------------------- | --- | --- | --- | --- | --- | --- | ------- | --- | --- | --- | ------- | --- | ------- | ------- | --- | --- | ---- | ------ |
| 1980        | Warsteiner Arrows Racing Team | ARG | BRA | RSA | USW | BEL | MON | FRA     | GBR | GER | AUT | NED DNQ | ITA |         |         |     |     | NC   | 0      |
| 1980        | Candy Tyrrell Team            |     |     |     |     |     |     |         |     |     |     |         |     | CAN Ret | USA DNQ |     |     | NC   | 0      |
| 1984        | Skoal Bandit F1 Team          | BRA | RSA | BEL | SMR | FRA | MON | CAN Ret | USE | USA | GBR |         |     |         |         |     |     | NC   | 0      |
| 1984        | Tyrrell Racing Organisation   |     |     |     |     |     |     |         |     |     |     | GER DNQ | AUT | NED     | ITA     | EUR | POR | NC   | 0      |
| Referencia: |                               |     |     |     |     |     |     |         |     |     |     |         |     |         |         |     |     |      |        |